# 3C 273
شبه النجم 3سي 273 أو النجم الزائف 3سي 273 (بالإنجليزية: 3C 273) أشد أشباه النجوم سطوعا، وهو أول ما مهد لمعرفة وجود أشباه النجوم (نجم زائف) وخواصها حيث قام بحل لغزه العالم الفلكي الهولندي «مارتن شميدت» في فبراير 1963 . يشاهد 3سي 273 خلف كوكبة العذراء بالقرب من خط الاستواء الفلكي، احيانا يحجبه القمر. يقدر الانزياح الأحمر لطيفه z = 0,158 مما يعادل مسافة 43و2 مليار سنة ضوئية (المسافة التي قطعها الضوء ليصل إلينا). تحيطه سحابة غازية تقدر كتلتهم الكلية بنحو 880 مليون كتلة شمسية.

## التفسير
لم يكن الجرم 3سي 273 هو الأول من هذا النوع الذي يكتشفه العلماء، فقد اكتشف العالمان الفلكيان «ألان سانداق» و «توم ماثيوز» جرما بهذه الهيئة ورمزوا له 3سي 48 . كان ذلك في عام 1960 . وعندما شاهدا العلمان صورة 3سي 48 بواسطة التلسكوب ذو مرآة 5 متر، لم يجدوا مجرة وإنما تعجبى لرؤيتهم نقطة مضية زرقاء اللون. وعندما قاما بيتحليل طيف الجرم 3سي 48 وجدا طيفه مختلفا تماما عن المعهود لاطياف النجوم وأطياف السحب الغازية في الكون ولم يصلا إلى حل في تفسير ذلك الجرم.
وبعد ذلك بسنتين اكتشف «مارتن شميدت» الباحث الهولندي وكان أنذلك يبلغ من العمر 32 سنة، اكتشف الجرم 3سي 273 وحاول فهم ما لديه من طيف للجرم، ولكن هيهات. وفي ليلة 5 فبراير 1963 جاء له الإلهام، حيث وجد أن الأربعة خطوط طيف للجرم هم من مجموعة خطوط بالمر للهيدروجين، مع الاختلاف أن تلك الأربعة خطوط لم يكن لها أطوال الموجة المعهودة للهيدروجين، وأنما كان كل منهم منزاحا (نحو الأحمر) بنسبة 16 %. وتبين بذلك أن الجرم 3سي 273 يحتوي على كميات كبيرة من الهيدروجين وانه يتحرك بسرعة 16 % من سرعة الضوء بعيدا عن الأرض.
احتار «شميدت» فيما وجده وذهب إلى زميله «جرينشتاين» وقص له ما وصل إليه في شأن 3سي 273 . فأخرج جرينشتاين ما لديه من صور للجرم 3سي 48، ولكن خطوط مجموعة بالمر لم تكن في صوره، ولكنه تعرف على خطوط المغنسيوم والأكسجين والنيون. وكانت خطوطهم منزاحة نحو الأحمر بنسبة 37% . وبناء عليه اتضح أن 3سي 48 يحتوي على المغنسيوم والأكسجين والنيون ويتحرك بسرعة تعادل 37و0 من سرعة الضوء بعيدا عن الأرض.
ما الذي يجعل تلك الأجرام تسرع بتلك السرعات الفائقة؟ فهي إذن ليست من اجرام مجرتنا مجرة درب التبانة. وأكتشفا شميدت وجرينشتاين أن تلك الأجرام - لا تتبع مجرتنا وإنما هي أجرام بعيدة عنا على حافة الكون - وأسموها نجوما زائفة (أو أشباه النجوم) Quasars .
نتائج ذلك كانت غريبة جدا. فدرجة لمعان شبه النجم 3سي 273 أشد من لمعان المجرات. وعلى عكس المجرات التي تضيء بأحجام يصل عرضها 100.000 سنة ضوئية فالضوء الآتي من شبه النجم يصدر من حجم أصغر من ذلك مئات الملايين من المرات، أي يبلغ قطر شبه النجم شهرا ضوئيا فقط.
وماذا عن الأشعة الراديوية التي تنبعث من أشباه النجوم؟ وكان جرينشتاين وزملاؤه يعرفون منذ الأربعينيات من القرن الماضي أن الأشعة الراديوية يمكن أن تنطلق بسبب تصادم الذرات والإلكترونات. ولكن طريقة التصادم لم تكن كافية للإصدار الاشعة التي يسجلونها من تلك الاجرام. وكان معروفا أنه عندما تتحرك إلكترونات في مجال مغناطيسي بسرعات عالية فإنها تضطر للحركة في مسار لولبي في المجال المغناطيسي وعندئذ تصدر أشعة كهرومغناطيسية. وفي الاربعينيات من القرن الماضي أطلق العلماء على تلك الاشعة إشعاع سنكروتروني.
ومن القوانين الخاصة بإصدار الأشعة السينكروترونية وصفات الأشعة الراديوية استطاع العالم «جيوفري بيربيدج» من جامعة كاليفورنيا في سان ديجو حساب الطاقة اللازمة لإنتاج المجال المغناطيسي ولتسريع الإلكترونات في مركز جرم بصدر أشعة راديوية، وكانت تلك الطاقة طاقة فائقة تلزمها كتلة تعد بملايين كتلة شمسية.
يمكن أن تأتي تلك الطاقة الهائلة من انهيار وتقلص نجم فائق الكتلة، فلم يخطر ذلك على بال أحد خلال الستينيات من القرن الماضي. فلم تكن الثقوب السوداء محل بحث العلماء. ولكن فكرة ان انهيار وتقلص نجم لتكوين ثقب أسود يمكن أن يمد شبه النجم بالطاقة جعلت العلماء ينتقلون من مرحلة انفصال علم الفلك عن الفيزياء الفلكية إلى تعاون بينهما. فكان عليهم سويا دراسة أثار النظرية النسبية العامة على جرم فلكي موجود بالفعل ويمكن مشاهدته. وحتى ذلك الوقت فقد كان كل من الفلكيين والفيزيائيين النظريين يعيش في عالمه منحصرا فيه ولم يكن هناك مجال للتواصل بينهم. ولكن وجد ذلك الانفصال نهايته الحتمية لتفسير طبيعة أشباه النجوم.
بعد ذلك التقطت صور بمصفوف المراصد العظيم VLA والتلسكوبات الراديوية لمراكز المجرات وأشباه النجوم خلال الثمانينيات من القرن الماضي وتبين انطلاق نفاثات من مراكز تلك الأجرام وتمتد النفاثات خارجة من منطقة ربما كانت مقاييسها سنوات ضوئية، أو كما في حالة 3سي 273 من منطقة عرضها شهر ضوئي فقط. إذا لا بد وأن يوجد مصدر الطاقة في تلك المنطقة ويمد النظام بالطاقة والإشعاع، بل أيضا ينتج النفاثات وما يلحق بها من أشعة راديوية.
بعض تلك النفاثات يمتد مستقيما عبر ملايين السنوات الضوئية. ونظرا لكونها مستقيمة فلا بد من أنطلاقها عبر مدة زمنية طويلة أي أن مصدرها لا بد وأن يكون في مركز جرم يدور كالنحلة وفي حالة استقرار يقوم بتغذية النفاثات (و هما في الحقيقة نفاثتين تنطلقان من قطبي الجرم). ومع استمرار البحث والتنقيب توصل العلماء إلى أن الجرم المركزي المسؤول عن تلك الطاقة الكبيرة وعن تولد النفاثتين إنما هو ثقب أسود.

## اكتشافه
اكتشف «مارتن ريلي» هذا الجرم على لوحته كمصدر للاشعة الراديوية، وقام «مارتن شميدت» بفحص وكان مسجلا في فهرس كامبريدج الثالث للأجرام الراديوية تحت الرمز 3سي 273 , واتضح له أن خطوط طيفه منزاحة نحو الأحمر ولا تدل على أنه مصدر نقطي مثل النجم. فكانت المجرة الراديوية 3سي 273 كما تبين انما هي «شبه نجم» quasi stellar ولذلك سميت شبه نجم Quasar .
س قوانما مصدر ممتد ه للمثاح

## درجة اللمعان ومشاهدته
إحداثيات (اعتدال الربيع 2000):
- مطلع مستقيم: 12h 29m 6.8s
- ميل (فلك): +2° 3' 7"

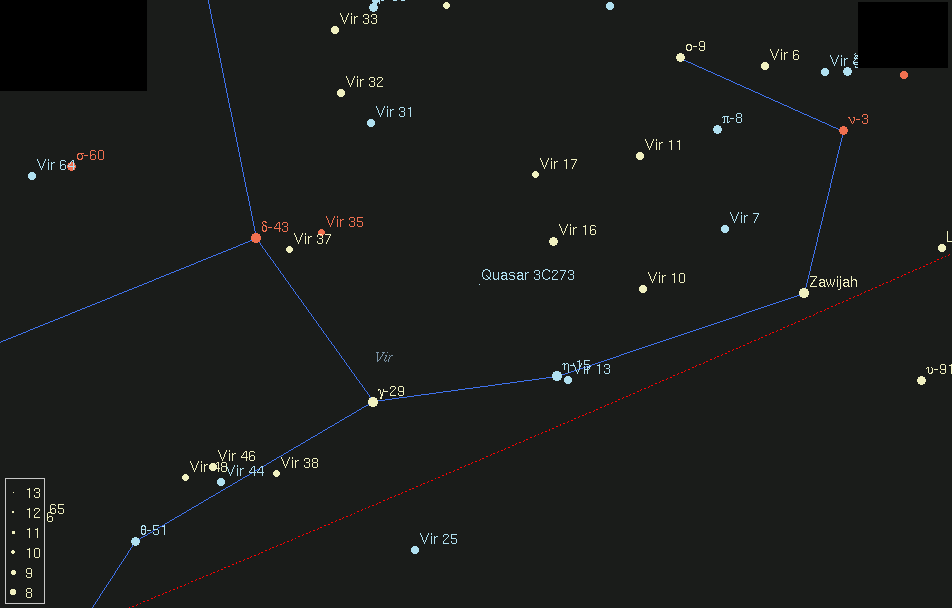
3C 273:خريطة النجوم مجاورة له.

يبلغ لمعان 3سي 273 (+12,86 قدر ظاهري)، وقدره المطلق −26,7 . بهذا يكون شبه النجم أشد لمعانا 300 مرة من لمعان مجرتنا، أي نحو 4 ملايين مرة قدر لمعان الشمس.
يمكن مشاهدة 3سي 273 كنقطة لامعة بواسطة تلسكوب هواة. ويوجد الجرم نحو 4 درجات جنوب شرق من 16 Vir (5 mag). ونظرا لقلة الضوء القادمة من 3سي 273 فيحتاج المرء إلى خريطة دقيقة للمنطقة السماوية. ويمكن لهواة الرصد الفلكي اتخاذ الخريطة الموجودة هنا كمساعد.

## المجرة الحاوية له
يقع 3سي 273 في مركز مجرة إهليلجية تبلغ لمعانها 16 قدر ظاهري ويبلغ اتساعها 30 ثانية قوسية
.

## الإشعاعات الصادرة من 3سي 273
قبل اكتشاف 3سي 273 كانت عدة اجرام فلكية قد اكتشفت تصدر أشعة راديوية وأولها كان 3سي 48 الذي اكتشف عم 1960 . كما اخذت مجرات نشطة على أنها نجوم متغيرة وذلك بسبب أن أطيافها كانت تختلف عن أطياف النجوم المعهودة. فكان 3سي 273 أو أول جرم يكتشف من نوع «شبه نجم» واتضح أنها أنواع شديدة الضياء جدا وعلى بعد كبير منا يعد بمليارات السنين الضوئية.

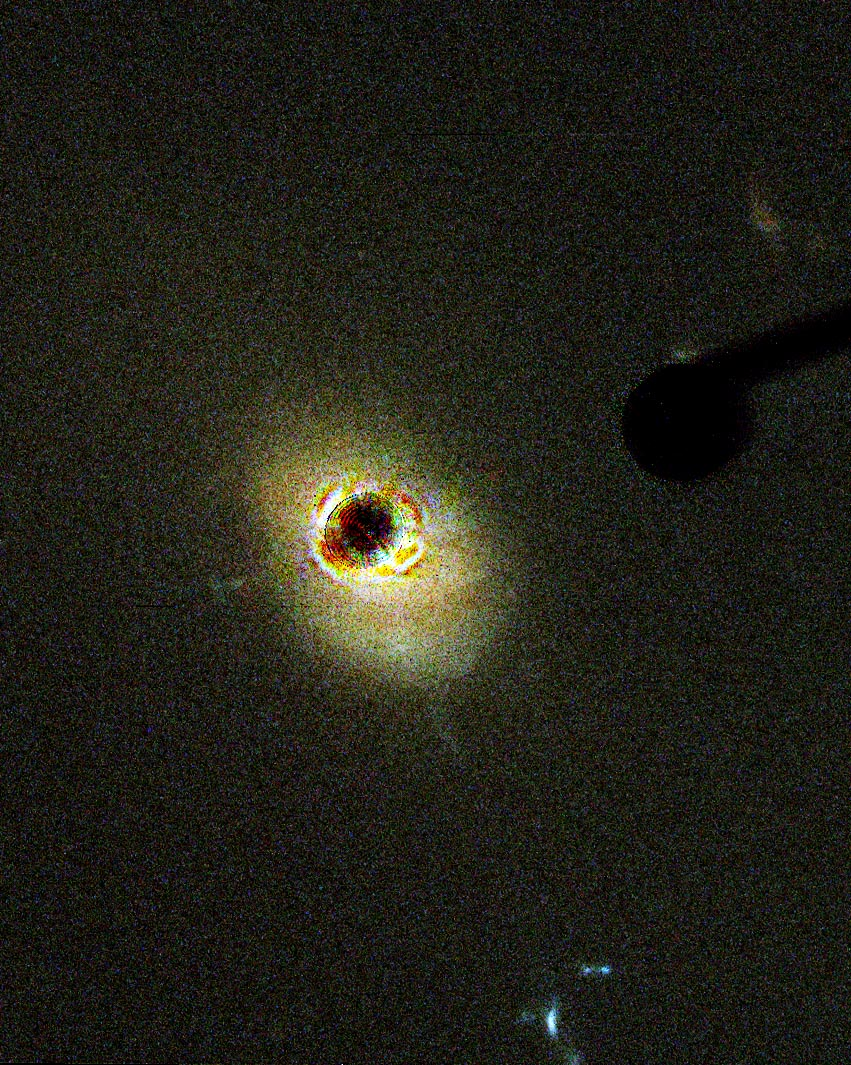
صورة سجلها تلسكوب هابل الفضائي للضوء المرئي الصادر من 3C 273، بتصريح من: ناسا/إيسا.

تبين من دراسته أن 3سي 273 هو شبه نجم يصدر أشعة راديوية إلى جانب أشعة إكس والضوء المرئي، وهو واحد من أوائل مصادر أشعة إكس المكتشفة خارج مجرة درب التبانة (عام 1970). إلا أن العمليات الطبيعية التي تؤدي فيه إلى إصدار أشعة إكس لا تزال غير مفهومة تماما وهي تحت البحث.
تتغير درجة لمعانه عند كل أطوال الموجة من موجات راديوية إلى أشعة غاما وهي أشد طاقة من أشعة إكس. وتحدث هذه التغيرات خلال فترات تعد بعدة الإيام أو عشرات الأيام. كما رصدت أشعة مستقطبة منه من أنواع الأشعة الراديوية، وأشعة تحت الحمراء والضوء المرئي صادرة من نفاثة كبيرة له، وهذه الإصدارات لا شك أنها في طبيعتها إشعاعات سنكترونية، أي أنها صادرة من جسيمات أولية مشحونة مثل البروتونات والإلكترونات وتتحرك بسرعات عظيمة خلال مجال مغناطيسي بالغ الشدة ناتج من الجرم نفسه، وحركتها في المجال المغناطيسي لولبية مما يجعلها تطلق تلك الإشعاعات. يركز المجال المغناطيسي للجرم حركة الجسيمات المشحونة في نفاثة تنطلق من أحد قطبيه (أو نفاثتين من كلا القطبين) وتتحرك فيه الجسيمات بسرعات قريبة من سرعة الضوء.
ويعتقد أن تلك النفاثات تنتج من تأثير الثقب الأسود على ما يحيطه من قرص من البلازما حيث يؤثر عليها بقوى جاذبة شديدة جدا. وقد بينت إرصادات مصفوف المراصد العظيم VLA التي سجلت الأشعة الراديوية الآتية من 3سي 273 أن بعض المناطق فيه لها حركة ذاتية مما يشير إلى أن له نفاثات أخرى تتحرك فيها الجسيمات بسرعات قريبة من سرعة الضوء.

## اقرأ أيضا
- ULAS J1120+0641 نجم زائف
- 3سي 48 (شبه نجم)
- كيو0957+561 نجم زائف ثنائي
- نجم زائف متوهج
- نجم زائف
- مسح سلووان الرقمي للسماء
- مستعر أعظم
- مجرة
- درب التبانة
- قائمة أبعد أجرام الكون عنا

## وصلات خارجية
- 3C 273, ألمع الكويزرات
- 3C 273: Variable Star Of The Season
- Black Holes: Gravity's Relentless Pull Award-winning interactive multimedia Web site about the physics and astronomy of black holes from the Space Telescope Science Institute
- NASA Goddard Space Flight Center: News of light that may be from population III stars
- QSO Redshift Histograms for Incremental Apparent Magnitude Samples
- SDSS